# Gustavo do Palatinado-Zweibrücken
Gustavo do Palatinado-Zweibrücken (em alemão:  Gustav Samuel Leopold von Pfalz-Zweibrücjken; Stegeborg, 12 de abril de 1670 - Zweibrücken, 17 de setembro de 1731) foi um conde Palatino, Duque de  Kleeburg de 1701 al 1718 e duque de Zweibrücken de 1718 até 1731.
Usou também os títulos de 5.º Duque de Stegeborg (na Suécia), Conde Palatino do Reno, e Duque na Baviera.
Foi o último membro em linha masculina da linhagem de Kleeburg, do ramo Palatino dos Wittelsbach, a reinar.

## Biografia
Gustavo Samuel Leopoldo nasceu no Castelo de Stegeborg, próximo de Söderköping (Suécia), em 1670, sendo o filho mais novo de Adolfo João I do Palatinado-Kleeburg. As irmãs mais velhas, Catarina e Maria Isabel, eram mal tratadas pelos pais e, em 1687, Gustavo ajudou-as a fugir de casa dos pais para se refugiarem na corte sueca o que, na altura, se tornou um escândalo na Suécia.
Em 1701, sucedeu ao seu irmão Adolfo João II como duque de  Kleeburg. Mais tarde, em 1718, sucedeu também ao primo, Carlos XII, Rei da Suécia, como Duque de Zweibrücken, reintegrando, assim, o pequeno Palatinado-Kleeburg no Palatinado-Zweibrücken. A morte do rei sueco também fez dele um candidato elegível ao trono sueco.
Nos anos 1720s, Gustavo mandou construir a residência ducal (Residenz) de Zweibrücken em estilo barroco, o chamado Schloss Zweibrücken, construído pelo arquiteto sueco Jonas Eriksson Sundahl. Fixou aí a sua residência de 1720 a 1725.
Gustavo Samuel Leopoldo morreu em Zweibrücken em 1731 sendo sepultado na igreja de Alexandre (Alexanderkirche). Como último representante do seu ramo da Casa de Wittelsbach, os seus territórios foram herdados pelo conde palatino Cristiano III, duque de Zweibrücken-Birkenfeld.
Ele candidatou-se à posição de Grão Mestre da Ordem militar Contantiniana de S. Jorge, cuja obscura dinastia de Grão-mestres se extinguira no final do século XVII, e cujo Grão-mestrado fora transferido para Francisco Farnésio, Duque de Parma em 1696. Nos anais dessa instituição de Cavalaria e do Vaticano, Gustavo é referido como Duque da Baviera. Gustavo falhou nas suas aspirações, e a posição de Grão-mestre foi confirmada, em 1701, pelo Papa que seria hereditária na Casa Farnésio e seus sucessores. O duque Farnésio foi posteriormente sucedido na posição pelo seu parente masculino, o futuro rei Carlos III de Espanha.
Politicamente, Gustavo era o último representante masculino da linha da sua avó paterna, Catarina Vasa. Após a morte do seu primo, o rei Carlos XII, Gustavo de Stegeborg (como era conhecido) foi um dos candidatos elegíveis à sucessão legítima aos tronos do Reino da Suécia e do Grão-Ducado da Finlândia. Se tivesse sido escolhido, teria sido o rei Gustavo III. Contudo, nenhuma fação ou partido na Suécia o apoiou, e os seus direitos sucessórios nunca foram recordados na história. Pelo contrário, a sua prima Ulrica Leonor conseguiu tornar-se a rainha reinante da Suécia.
Gustavo faleceu durante o reinado de Frederico I da Suécia. Os seus direitos ao trono sueco foram herdados quer pelo seu sobrinho Carlos Adolfo Gyllenstierna, conde de Ericsberg, pela sua irmã, a Condessa Palatina Maria Isabel de Kleeburg e, ainda, pelo primo, Carlos Frederico, Duque de Holstein-Gottorp.

## Casamentos
Em 10 de julho de 1707, Gustavo casou com a condessa Palatina Doroteia (1658-1723), filha de Leopoldo Luís do Palatinado-Veldenz. Deste casamento não houve descendência.
A 13 de maio de 1723, em Zweibrücken, casou em segundas núpcias, com Luísa Doroteia von Hoffmann (1700–1745), filha de Johan Heinrich von Hoffman e de Anne Chocq, casamento considerado morganático. Ela converteu-se ao  Catolicismo em 1723 e, a 3 de março de 1724, foi-lhe atribuído o título de Condessa von Hoffmann  pelo Sacro Imperador Romano-Germânico. Deste casamento também não houve descendência.